# Кућа Стамболијских
Кућа Стамболијских је смештена у ужем центру града Ниша, у улици Николе Пашића 36 и једна је од значајнијих објеката архитектуре Ниша.

## Изградња
Кућа је грађена у последњим годинама турске владавине у Нишу. Изградња је отпочела 1875. године. Прекинута је ослободилачким српско-турским ратовима 1876-1878. године. Довршена је 1878. године, када је Ниш ослобођен од Турака. Градњу је започео Турчин Амет Меметовић. Недовршену кућу од Меметовића купио је, 1. августа 1878. године, познати нишки трговац Тодор Станковић Стамболија за 25 златних лира по чијем надимку је и овај објекат познат у Нишу као кућа Стамболијских.

## Архитектура
Кућа припада профаној балканској архитектури. То је спратна бондручна грађевина са еркером у средини и великом стрехом. Симетричног је типа са централним холом око кога су распоређене собе. Просторије на спрату повезане су дрвеним степеништем које је саставни део спратног хола. Кућа поседује таванице од дрвета са карактеристичним розетама. Сачувани су долапи, профилисане полце и врата са лепим орнаментима, а такође оџаклија и диванхана. Објекат је саграђен као богата варошка стамбена кућа са више од десет просторија.

## Споменик културе
Једна је од првих старих нишких стамбених објеката које је проглашена спомеником културе и 28. јула 1949. године стављена под заштиту закона. У образложењу решења о заштити, наведено је да објекат чува све одлике српско-балканског стила старе градске архитектуре и да представља једини очувани примерак у целом Нишу. Кућа је требало да буде обновљена за потребе Музеја старог Ниша. Но, услед недостатка средстава, није обновљена. Била је сасвим запуштена и склона паду. У лето 1957. године донета је одлука да се са ње уклони табла са заштитом и кућа поруши. Интервенцијом Републичког завода за заштиту споменика културе није порушена, већ је, маја 1964. године, обновљено решење о њеној заштити. Оснивањем нишког Завода за заштиту споменика културе 1966. године, кућа је била заштићена од уништења. Већ 1970. године У нишком Заводу начињен је пројекат за њену ревитализацију. Коначно, 1981. године, средствима обезбеђеним од филијале Путника у Нишу, отпочели су конзерваторски радови на овој кући. Те године је први пут у Нишу и југу Србије један споменик културе порушен и обновљен из темеља. По пројекту нишког Завода, које је начинила арх. Даница Јанић, објекат је из темеља обновљен и у њему је смештен угоститељски објекта Стамболијски.